# Paul Tagliabue
Paul John Tagliabue (Jersey City, 24 novembre 1940) è un avvocato statunitense.
È stato dal 1989 fino al 20 marzo 2006 il commissario della National Football League (NFL), la lega professionistica di football americano. È stato introdotto nella Pro Football Hall of Fame nel 2020.
Di origini italiane (i suoi antenati sono originari di Como), Paul, il terzo di quattro figli, cresce nel New Jersey e frequenta la Georgetown University dove si laurea nel 1962 in matematica, per poi frequentare la New York University e laurearsi in legge nel 1965. Nello stesso anno si sposa con Chandler (Chan) Minter che gli darà due figli, un maschio, Andrew Philip e una femmina Emily Elizabeth che si unirà alla ricca famiglia Rockefeller sposando Jamie Rockefeller, figlio del senatore Jay Rockefeller.
Dopo aver servito a lungo la NFL come avvocato, nel 1989 i proprietari delle franchigie NFL lo eleggono Commissario della Lega.

Sotto la sua gestione la NFL diviene la lega più ricca e seguita lega d'America, sotto la sua gestione infatti viene varato il salary cap che renderà le franchigie NFL molto più redditizie rispetto alle squadre di altre leghe, migliorerà lo spettacolo livellando il valore tecnico delle squadre, inoltre sotto la sua gestione la lega subisce anche un importante ammodernamento delle infrastrutture con la costruzione di nuovi e moderni stadi.
A questi successi si aggiungono i successi televisivi visto che non solo il Super Bowl fa registrare dati di ascolto record, ma anche le semplici partite stagionali fanno ottimi ascolti.